# Alard Basson
Alard Dominic Basson (Uitenhage, 16 febbraio 1996) è un nuotatore sudafricano. Anche il suo fratello gemello Alaric Basson è nuotatore di caratura internazionale.

## Palmarès
- Giochi panafricani

Casablanca 2019: argento nei 100 m farfalla; argento nella 4x200 m sl; oro nella 4x100 m misti mista;
- Campionati africani

Bloemfontein 2016: oro nella 4x100 m misti; oro nella 4x100 m misti mista; bronzo nei 50 m farafalla; bronzo nei 100 m farfalla;
Algeri 2018: argento nella 4×100 m misti; bronzo nella 4×200 m sl;